# 貝塚市立木島小学校
貝塚市立木島小学校（かいづかしりつ きしましょうがっこう）は、大阪府貝塚市三ッ松にある公立小学校。

## 沿革
- 1872年6月 - 三ッ松妙順寺堂舎を借用して郷学校を創設
- 1873年6月 - 泉州三六番小学校と改称
- 1875年5月 - 第三大学区堺県管内第十七中学区南郡三ッ松小学校と改称
- 1878年 - 三ヶ山小学校開校により、三ヶ山村を通学区域より分離
- 1879年3月 - 妙順寺の仮校舎から新校舎に移転
- 1881年2月 - 南郡第四学区公立三ッ松小学校へ改称
- 1883年3月 - 小学中等科を設置
- 1887年4月 - 南郡三ッ松尋常小学校へ改称
- 1888年9月 - 南郡三ッ松簡易小学校へ改称
- 1893年4月 - 簡易小学校を廃し、木島尋常小学校を設置
- 1923年4月 - 高等科を設置し、木島尋常高等小学校へ改称
- 1934年9月 - 室戸台風により校舎が全壊
- 1935年4月 - 町村合併に伴い貝塚第五尋常高等小学校へ改称
- 1939年4月 - 高等科廃止に伴い貝塚第五尋常小学校へ改称
- 1941年4月 - 国民学校令により、貝塚木島国民学校に改称
- 1943年5月 - 市制施行により、貝塚市木島国民学校へ改称
- 1947年4月 - 学制改革により、貝塚市立木島小学校へ改称
- 1949年9月 - 校舎1棟を改築

## 通学区域
- 貝塚市[1]
  - 清児（一部中央小校区もあり）、名越、森（一部葛城小学校区もあり）、三ツ松（一部葛城小、永寿小校区もあり）、水間、麻生中（一部）、地藏堂（一部）、橋本（一部）、木積（一部）、半田（一部）、畠中（一部

## 主な進学先
- 貝塚市立第三中学校[1]

## 校区内の主な施設
- 木島病院
- こころあ病院

## 交通アクセス
- 水間鉄道水間線 三ツ松駅下車